# Speed Kill Hate
Speed Kill Hate, oft auch /Speed\Kill/Hate\, ist eine 2002 von den
Overkill-Bandmitgliedern Dave Linsk (Gitarre), Derek Tailer (Bass) und Tim Mallare (Schlagzeug) in New York gegründete Speed-Metal-Band.

## Biographie
Nachdem die Band mit Mario Frasca (vormals Anger On Anger) einen passenden Sänger gefunden hatte, ging es gleich erst einmal in die Studios, um das Debüt aufzunehmen.
Da man wegen des Mitwirkens in der Band Overkill recht bekannt war, dauerte es nicht lange, bis das Label Listenable Records auf Speed Kill Hate aufmerksam wurde. Um das Album auch in Amerika veröffentlichen zu können, unterschrieben sie einen Vertrag bei Escapi Music. Schließlich erschien 2004 in Amerika das Debüt-Album Acts Of Insanity und sie drehten unter der Leitung von Anthony M. Bongiovi das erste Musikvideo zu dem Song Face the pain.
In Europa und Asien wurde das Album am 17. Februar 2005 unter Listenable Records veröffentlicht.
Im Mai und Juni 2006 traten sie auf der „Metal Crusaders“-Tour im Norden Amerikas neben Bands wie u. a. Kataklysm auf. Während der Tour zog sich Bassist Derek Tailer aus „persönlichen Gründen“ zurück und James MacDonough, der Ex-Bassist von Megadeth und Iced Earth, sprang kurzfristig für ihn die restliche Zeit ein.
Nach einer anschließend langen Tour durch Amerika trennte sich die Band 2006 von Sänger Mario Frasca.
Kurz darauf wurde auch bekannt, dass sowohl Bassist Derek Tailer als auch Schlagzeuger Tim Mallare
aussteigen. Warum innerhalb kürzester Zeit drei Mitglieder die Band verließen, wurde nie offiziell bekanntgegeben.
Noch 2006 sind Bob Barnak als neuer Sänger und Gitarrist, Dave „Bizz“ Bizzigotti als neuer Bassist und Tony Ochoa als neuer Schlagzeuger vorgestellt worden.

## Stil
Die Musik von Speed Kill Hate lässt sich sehr gut in Thrash Metal und Speed Metal kategorisieren.
Musikalisch erinnern die Songs kaum an Overkill, die Gitarrenriffs sind dennoch typisch für Thrash Metal.
Der frühere Sänger Mario Frasca benutzte oft Death-Metal-typische Growls und verzichtete auf
klaren Gesang.

## Wissenswertes
Das Wort „Speed“ im Bandnamen „Speed Kill Hate“ kommt laut Gitarrist Dave Linsk, dem einzigen Gründungsmitglied, das auch aktuell noch in der Band ist, von der Musikrichtung, die sie spielen, nämlich Speed Metal.

## Diskografie
- 2005: Acts of Insanity (Listenable Records)
- 2011: Out for Blood (Hammerfist Records)